# Francesco Giacinto Gonzaga
Francesco Giacinto Gonzaga (Mantova, 4 dicembre 1616 – Mantova, 6 luglio 1630) è stato un religioso italiano.

## Biografia
Era figlio naturale di Ferdinando Gonzaga, nato da una relazione tra il IV duca di Mantova e la nobile contessa monferrina Camilla Faà di Bruno. Costei si sposò segretamente a Mantova il 19 febbraio 1616 col duca, che si invaghì perdutamente di lei. Ripudiata, si allontanò da Mantova nel settembre 1616, stabilendosi a Casale. Nel 1617 Ferdinando Gonzaga sposò ufficialmente Caterina de' Medici, mentre Camilla benché incinta, fu fatta tornare a Mantova, privata del figlio e rinchiusa in convento. Lasciò tutti i suoi beni al figlio.
Il padre di Giacinto, pur facendolo allevare alla corte di Mantova, non si decise mai a legittimarlo, anche per l'opposizione della moglie Caterina.
Nel 1624 venne nominato dal padre signore di Bianzè, ricoprì la carica di abate dell'abbazia di Santa Maria di Lucedio di Trino, feudo dei Gonzaga e sacerdote beneficiato dell'abbazia di San Benedetto in Polirone.
Morì di peste nel 1630 durante il sacco di Mantova, ma alcuni storici sostengono che perì avvelenato per disposizione di Carlo di Gonzaga-Nevers, che lo vedeva forse come pretendente al ducato di Mantova. Tutto il suo patrimonio passò a Maria Gonzaga, moglie di Carlo I di Gonzaga-Nevers.

## Ascendenza
|                               |   |                            | Genitori                              |  |  | Nonni |  |  | Bisnonni             |  |  | Trisnonni               |  |
|                               |   |                            |                                       |  |  |       |  |  | 8. Guglielmo Gonzaga |  |  | 16. Federico II Gonzaga |  |
|                               |   |                            |                                       |  |  |       |  |  | 8. Guglielmo Gonzaga |  |  | 16. Federico II Gonzaga |  |
|                               |   | 17. Margherita Paleologa   |                                       |  |  |       |  |  | 8. Guglielmo Gonzaga |  |  |                         |  |
| 4. Vincenzo I Gonzaga         |   |                            |                                       |  |  |       |  |  | 8. Guglielmo Gonzaga |  |  |                         |  |
|                               |   | 9. Eleonore von Österreich | 18. Ferdinand I von Habsburg          |  |  |       |  |  |                      |  |  |                         |  |
|                               |   | 9. Eleonore von Österreich | 18. Ferdinand I von Habsburg          |  |  |       |  |  |                      |  |  |                         |  |
|                               |   | 9. Eleonore von Österreich | 19. Anna Jagiellonka                  |  |  |       |  |  |                      |  |  |                         |  |
| 2. Ferdinando Gonzaga         |   | 9. Eleonore von Österreich |                                       |  |  |       |  |  |                      |  |  |                         |  |
|                               |   | 10. Francesco I de' Medici | 20. Cosimo I de' Medici               |  |  |       |  |  |                      |  |  |                         |  |
|                               |   | 10. Francesco I de' Medici | 20. Cosimo I de' Medici               |  |  |       |  |  |                      |  |  |                         |  |
|                               |   | 10. Francesco I de' Medici | 21. Leonor Álvarez de Toledo y Osorio |  |  |       |  |  |                      |  |  |                         |  |
| 5. Eleonora de' Medici        |   | 10. Francesco I de' Medici |                                       |  |  |       |  |  |                      |  |  |                         |  |
|                               |   | 11. Johanna von Österreich | 22. Ferdinand I von Habsburg (= 18)   |  |  |       |  |  |                      |  |  |                         |  |
|                               |   | 11. Johanna von Österreich | 22. Ferdinand I von Habsburg (= 18)   |  |  |       |  |  |                      |  |  |                         |  |
|                               |   | 11. Johanna von Österreich | 23. Anna Jagiellonka (= 19)           |  |  |       |  |  |                      |  |  |                         |  |
| 1. Francesco Giacinto Gonzaga |   | 11. Johanna von Österreich |                                       |  |  |       |  |  |                      |  |  |                         |  |
|                               | … | …                          |                                       |  |  |       |  |  |                      |  |  |                         |  |
|                               | … | …                          |                                       |  |  |       |  |  |                      |  |  |                         |  |
|                               | … | …                          |                                       |  |  |       |  |  |                      |  |  |                         |  |
| 6. Ardizzino Faà di Bruno     | … |                            |                                       |  |  |       |  |  |                      |  |  |                         |  |
|                               |   | …                          | …                                     |  |  |       |  |  |                      |  |  |                         |  |
|                               |   | …                          | …                                     |  |  |       |  |  |                      |  |  |                         |  |
|                               |   | …                          | …                                     |  |  |       |  |  |                      |  |  |                         |  |
| 3. Camilla Faà di Bruno       |   | …                          |                                       |  |  |       |  |  |                      |  |  |                         |  |
|                               |   | …                          | …                                     |  |  |       |  |  |                      |  |  |                         |  |
|                               |   | …                          | …                                     |  |  |       |  |  |                      |  |  |                         |  |
|                               |   | …                          | …                                     |  |  |       |  |  |                      |  |  |                         |  |
| 7. Margherita Fassati         |   | …                          |                                       |  |  |       |  |  |                      |  |  |                         |  |
|                               |   | …                          | …                                     |  |  |       |  |  |                      |  |  |                         |  |
|                               |   | …                          | …                                     |  |  |       |  |  |                      |  |  |                         |  |
|                               |   | …                          | …                                     |  |  |       |  |  |                      |  |  |                         |  |
|                               |   | …                          |                                       |  |  |       |  |  |                      |  |  |                         |  |